# 威熱省
威熱省位於安哥拉東北，與本哥省、北廣薩省、馬蘭哲省、薩伊省等省份及剛果民主共和國相鄰。